# Självstimulering

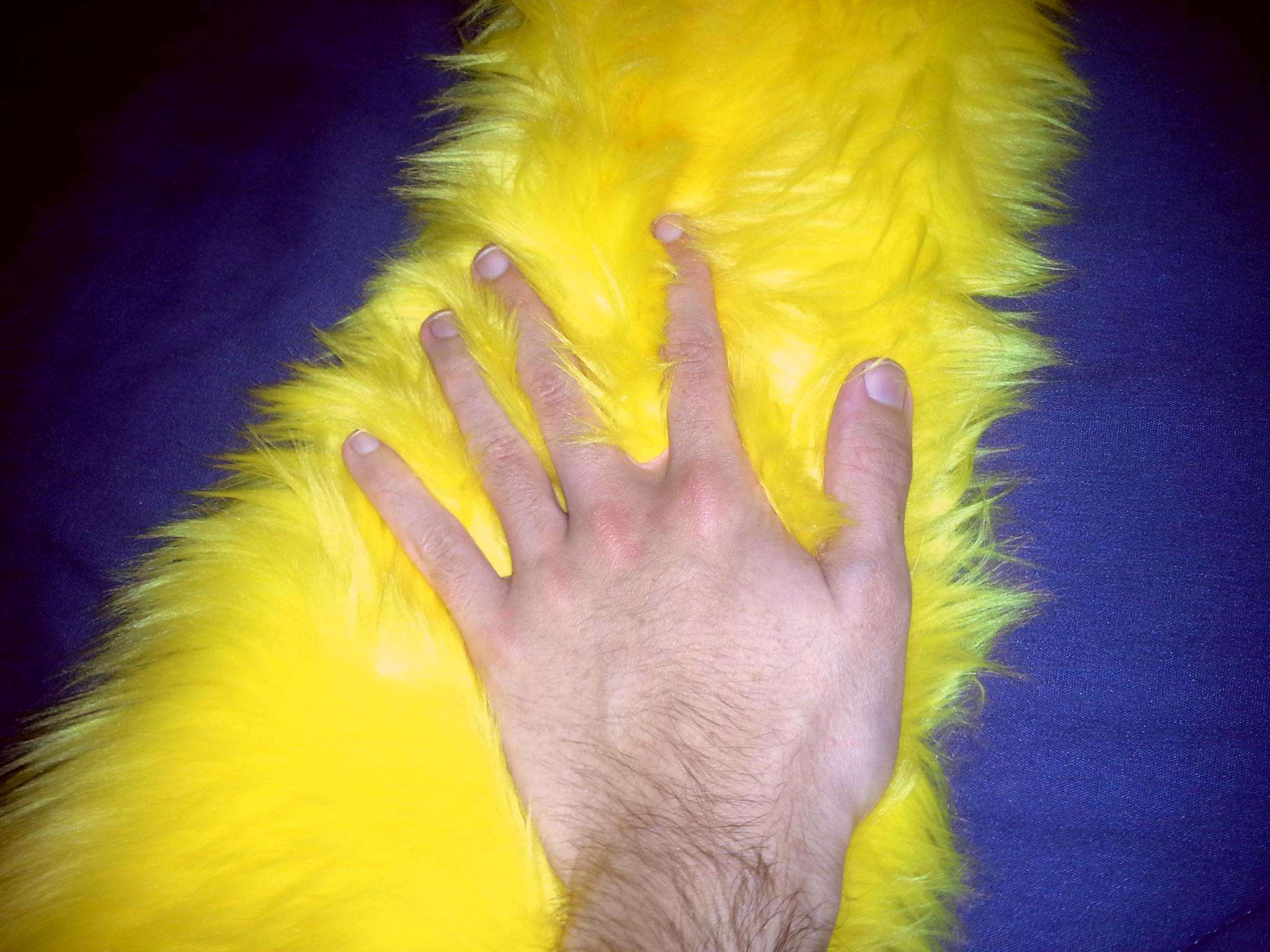
Smekandet av mjuka eller på annat sätt behagliga ytor eller saker är en form av självstimulering.

Självstimulering eller stimmande (engelska: stimming) är en typ av repetitiva rörelser av en persons kropp. Det är en form av fysisk stereotypi och anses ibland vara kopplad till autism eller med olika former av psykisk störning. Det kan även förekomma även hos personer utan autism eller kända psykiska störningar och i någon mån hos alla människor.

## Orsaker
Självstimulering (stimmande) är en form av repetitivt beteende som verkar sakna en social funktion.
Stereotyp självstimulering kan jämföras med tics, och i likhet med dessa är de återkommande och kan förvärras av trötthet, stress och ångest. Självstimulering kan hos personer med autistiska problem lindra överbelastningar kring sinnen och känslor, och det anses att de upprepande rörelserna kan hjälpa en person att reglera sig själv.

## Funktion och effekter
För en utomstående kan beteendet framstå som meningslöst. För personen som utför det fungerar det dock som en sorts självstimulering och självtillfredsställelse (jämför onani, som är en sexuell variant av självtillfredsställelse). Beteendet används av individen i situationer som framstår som komplicerade eller överväldigande. Den eftersökta effekten kan vara en eller flera av nedanstående:
- Självstimulering (ersätter en stimulans som personen inte får från sin omgivning). Personen kan påbörjade beteendet om omgivningen är händelsefattig, eller det försiggår monotona aktiviteter.
- Sensorisk reglering (skydd mot en omgivning som är för stimulerande).
- Emotionell hantering (personlig hantering av en emotionell överbelastning, som kan innebära stress eller ångest)
- Kommunikation och uttryck (som ett sätt för personen att kommunicera sitt obehag)

Mindre barn som är understimulerade kan självstimulera sig i form av "maniskt" utforskande av sin omgivning eller "pratande för sig själva".
Alla människor använder sig i någon mån av olika slags självstimulerande uttryck, exempelvis i form av självsmekningar eller medveten stimulans av andra sinnen. Skillnaden är att "stimmande" självstimulering är mer repetitiv.

## Varianter
Denna typ av självstimulering kan ske i form av rytmiskt svajande, viftande med händerna eller dunkande med huvudet. Beteendet kan ge en liknande ångestdämpning som andra människors bitande på naglar eller lindande av håret runt fingrarna. De olika varianterna av självstimulerande beteende kan delas in i fem olika huvudkategorier:
- Visuellt (exempel: upprepat blinkande)
- Auditivt (höga skrik, upprepningar av ord eller fraser)
- Taktilt (gnuggande av huden eller knäckande med fingrar)
- Lukt- eller smakrelaterat (upprepat luktande eller slickande på saker)
- Vestibulärt (upprepat hoppande eller gungande med kroppen)

## Diagnoser
Stimmande är nämnt inom både WHO:s diagnosmanual ICD-10 och den amerikanska varianten DSM-5, utfärdad av APA. Hos WHO finns kriterierna " stereotypa och repetitiva motoriska rörelser som inbegriper att endera vifta eller vrida med händerna eller fingrarna, eller komplicerade rörelser med hela kroppen". DSM-5 nämner "sensorisk stimulering" och "säreget intresse för sensoriska aspekter".